# Kay Link
Kay Link (* 17. Juli 1969 in Pforzheim) ist ein deutscher Opern- und Theaterregisseur, Autor und Literaturwissenschaftler.

## Leben
Nach seinem Studium der Literaturwissenschaft, Kunstgeschichte, Geschichte und Gebärdensprache in Frankfurt am Main und London arbeitete Link als Spielleiter und Regieassistent am Staatstheater Darmstadt sowie der Staatsoper Dresden. Er war Assistent und Mitarbeiter der Regisseure Claus Guth und Werner Schroeter. Erste eigene Inszenierungen erfolgten 1998, seit 2000 arbeitet Kay Link in erster Linie als freischaffender Opern- und Schauspielregisseur, er lehrt an der Folkwang-Universität in Essen. Daneben schreibt er Theaterstücke. Außerdem sind von ihm Publikationen zu Thomas Bernhard, Heinrich von Kleist und zur Geschichte des Musicals erschienen.

## Bühnenwerke
- Für mich soll’s rote Rosen regnen – Ein OPERettical. Uraufführung April 2000 am Staatstheater Darmstadt, Großes Haus
- Tonio Kröger von Thomas Mann. Fassung gemeinsam mit Matthias Buck. Uraufführung November 2000, Thalia Theater Halle
- Die Dumme Augustine – eine Zirkusgeschichte nach einem Bilderbuch von Otfried Preußler. Uraufgeführt Mai 2004 bei den Kreuzgangspielen Feuchtwangen
- Woyzeck³. Drei Dramenfragmente von Georg Büchner. Fassung gemeinsam mit Gerhard Seidel. Musik von Jens Wehn. Uraufführung März 2007 am FWT Köln. Nominierung zum Kölner Theaterpreis 2007
- Showbiz. Musical von Kay Link. Uraufführung Juni 2007 an der Oper Leipzig/Musikalische Komödie.
- Liebe in den Zeiten der Ruhr – 40 Liebesgeschichten aus dem Pott. Ein theatrales Decamerone auf dem Ruhrschnellweg. Uraufführung am 18. Juli 2010 auf der A40 anlässlich von „Still-Leben“/Kulturhauptstadt Europas RUHR.2010
- Ein langer, süßer Selbstmord. Der Fall Oscar Wilde. Schauspiel (gemeinsam mit Inken Kautter). Uraufführung April 2011 im FWT Köln
- Die zertanzten Schuhe. Märchen mit viel Musik von Ueli Blum. Musik von Erich A. Radke. Neufassung von Kay Link. Verlag Felix Bloch Erben, Berlin 2013. Uraufführung am Theater der Jungen Welt Leipzig, November 2011
- Das Gift im Lift – warum Orpheus ganz nach unten fuhr. Kinder-Operette nach Jacques Offenbachs Orpheus in der Unterwelt. Verlag Boosey and Hawkes, Berlin 2013. Auftragswerk der Bayer.Kultur. Uraufführung: 18. März 2012
- König & König. Theaterstück für Kinder von Kay Link nach dem Bilderbuch von Linda de Haan & Stern Nijland. Verlag Hartmann und Stauffacher, Köln 2015.
- Prinz von Preußen. Neufassung des Musicals von Dieter Brand, Harry Sander (Musik) Helmut Bez (Buch) und Jürgen Degenhardt (Buch und Gesangstexte) aus dem Jahre 1978 (DDR, Theater Erfurt). Erstaufführung dieser Fassung 23. September 2023 am Theater Görlitz

## Preise und Auszeichnungen
Für seine Regiearbeiten erhielt Kay Link mehrfach Nominierungen bei Regiepreisen und Wettbewerben, u. a. für seine Konzeption zu Carmen beim Peter-Konwitschny-Nachwuchs-Preis 2005. Seine Interpretation von Lehárs Das Land des Lächelns wurde bei der jährlichen Kritikerumfrage der Sächsischen Zeitung als „interessanteste Inszenierung“ bezeichnet. Auf Deutschlandradio Kultur wurde Kay Link und seine Inszenierung von Die Hochzeit des Figaro neben David Marton (Capriccio, Oper Lyon) und Patrick Kinmonth (Die Gezeichneten, Oper Köln) für eine „herausragende Inszenierung des Jahres“ ausgezeichnet (Jahresrückblick der Opernkritiker 2013). Seine Inszenierung von X-Freunde in Köln wurde im Januar 2014 von der Theaterzeitung aKT als »Inszenierung des Monats« prämiert. Dreimal wurden Kay Links Arbeiten für den Kölner Theaterpreis nominiert: Die Erzählung der Magd Zerline – aufgewischt wird später (2004, Regie), Woyzeck³ (2007, Stück und Regie), Muttersprache Mameloschn (2015, Regie und Ausstattung). Für seine Inszenierung von Thomas Melles Die Lage wurde Kay Link im Herbst 2021 für den Kurt Hackenberg-Preis für politisches Theater nominiert. Die Opernkritiker der Zeitung Die Welt gaben Kay Links international weit beachteter Inszenierung von Medea (von Aribert Reimann) am Aalto Theater Essen zweimal das Prädikat „Beste Inszenierung 2019“.

## Publikationen
- Texträume bei Kleist. Von Schwarzen Löchern, Sprachversagen, Grenzgängern und Musik. In: Klaus Jeziorkowski [Hg.]: Kleist in Sprüngen. München 1999. ISBN 978-3-89129-626-4
- Die Welt als Theater – Künstlichkeit und Künstlertum bei Thomas Bernhard. Stuttgart 2000. ISBN 3-88099-387-4.
- »I Am What I Am« – Schwule Charaktere im Mainstream-Musical. In: Kevin Clarke (Hrsg.): Breaking Free. Die wunderbare Welt des LGBTQ-Musicals. Querverlag, Berlin 2022. ISBN 978-3-89656-322-4

## Belege
1. ↑  Sendung Fazit vom 31. Dezember 2013
2. ↑  akT Ausgabe 1/2014 (http://www.theaterzeitung-koeln.de/kritisiert/praemiert/x-freunde/@1@2Vorlage:Toter+Link/www.theaterzeitung-koeln.de+(Seite+nicht+mehr+abrufbar,+festgestellt+im+April+2019.+Suche+in+Webarchiven) Datei:Pictogram+voting+info.svg Info:+Der+Link+wurde+automatisch+als+defekt+markiert.+Bitte+prüfe+den+Link+gemäß+Anleitung+und+entferne+dann+diesen+Hinweis.)
3. ↑  Chronologie der Produktionen des FWT Köln (http://www.fwt-koeln.de/index.php/haus.html)
4. ↑  https://www.sk-kultur.de/aktuell/detail/die-nominierungen-des-2-halbjahres-2021
5. ↑  https://www.lifepr.de/pressemitteilung/theater-und-philharmonie-essen-gmbh/Aalto-Theater-ist-Nr-1-bei-Kritikerumfrage-der-WELT-am-Sonntag/boxid/765007

| Personendaten    | Personendaten                                                             |
| ---------------- | ------------------------------------------------------------------------- |
| NAME             | Link, Kay                                                                 |
| KURZBESCHREIBUNG | deutscher Opern- und Theaterregisseur, Autor und Literaturwissenschaftler |
| GEBURTSDATUM     | 17. Juli 1969                                                             |
| GEBURTSORT       | Pforzheim                                                                 |